# حزب العمل الجمهوري
حزب العمل الجمهوري (بالإسبانية: Acción Republicana)‏ هو حزب يساري جمهوري إسباني عمل سنوات 1930-1934. أسسه مانويل أثانيا في إسبانيا سنة 1925 خلال دكتاتورية بريمو دي ريفيرا، وشكل أول لجنة وطنية في 1930 برئاسته. ثم أصبح الحزب رسميا بعد دخوله البرلمان الإسباني الذي عقد جلسته الأولى بمدريد في مايو 1931. ومن سمات الحزب المميزة الاستقلالية الذاتية والعلمانية والالتزام بالإصلاح الزراعي وإصلاح الجيش. واندمج في سنة 1934 مع أحزاب أخرى لإنشاء اليسار الجمهوري.

## الخلفية
أسس كلا من مانويل أثانيا وخوسيه غيرال حزب العمل الجمهوري سنة 1925 تحت اسم العمل السياسي (بالإسبانية: Acción Política)‏. ثم أصبح العمل السياسي حزبا سياسيا سنة 1930 تحت اسم العمل الجمهوري. كان الحزب معاديا للدين وداعما للإدارة اللامركزية والإصلاح الزراعي والإصلاح العسكري.
بصفته عضوًا في التحالف الجمهوري فقد كان الحزب من الموقعين على ميثاق سان سباستيان للإطاحة بنظام ملكية ألفونسو الثالث عشر وشارك لاحقًا في بناء وتوحيد الجمهورية الإسبانية الثانية. كانت عضوًا في الحكومة المؤقتة التي حكمت إسبانيا بعد فرار الملك في أبريل 1931. ثم بعد فترة قصيرة انفصل الفصيل اليساري للحزب يقوده مارسيلينو دومينغو عن الحزب لتشكيل الحزب الجمهوري الاشتراكي الراديكالي في 1931. وفي انتخابات 1931 فاز الحزب بـ 30 مقعدًا، وعلى الرغم من صغر حجمه إلا أنه سرعان ما أصبح جزءًا لايتجزأ من الحكومات حتى 1933 ولا سيما تحت قيادة زعيمه أثانيا. وبعد هزيمة اليسار في انتخابات 1933 التي حصل خلالها على عشرة مقاعد فقط، اندمج الحزب مع التنظيم الجمهوري الجاليكي المستقل (ORGA) والحزب الجمهوري الاشتراكي الراديكالي سنة 1934 لتشكيل اليسار الجمهوري (IR).
وكان حزب العمل الجمهوري هو حزب ليبرالي يساري نموذجي. جذب دعم البرجوازية الصغيرة مثل المعلمين والمحامين وأصحاب المتاجر.

## وزراء من الحزب
خلال فترة الجمهورية الثانية كان الحزب من ضمن 25 حكومة حكمت خلال تلك الحقبة ومن أهم وزراء الحزب:
- مانويل أثانيا:وزير الحربية ثم رئيس الحكومة فرئيس الجمهورية.
- خوسيه غيرال:وزير البحرية ورئيس الحكومة.
- سانتشث ألبورنوث: وزير الدولة. وبعد انتهاء الحرب الأهلية أضحى رئيس لحكومة المنفى.

## نتائج الانتخابات
| انتخابات | القائد        | % الأصوات | المقاعد الفائزة | +/–  | ملحوظة                                                   |
| -------- | ------------- | --------- | --------------- | ---- | -------------------------------------------------------- |
| 1931     | مانويل أثانيا | 5.5%      | 26 / 470        | ▲ 26 | داخل التكتل الجمهوري الاشتراكي.                          |
| 1933     | مانويل أثانيا | 1.1%      | 5 / 472         | ▼ 21 | بالتحالف مع الحزب الجمهوري الاشتراكي الراديكالي المستقل. |

## قائمة المراجع
- Barrio Alonso, Ángeles (2004). La modernización de España (1917-1939). Política y sociedad. Madrid: Síntesis. (ردمك 84-9756-223-2).
- González Calleja, Eduardo (2005). La España de Primo de Rivera. La modernización autoritaria 1923-1930. Madrid: Alianza Editorial. (ردمك 84-206-4724-1).
- Juliá, Santos (2009). La Constitución de 1931. Madrid: Iustel. (ردمك 978-84-9890-083-5).